# Mercedes MGP W01
A Mercedes MGP W01 (eredetileg Brawn BGP 002) egy Formula–1-es autó, amelyet a Mercedes gyári csapata tervezett és épített a 2010-es Formula–1 világbajnokságra, és amelyet a visszatérő hétszeres világbajnok Michael Schumacher és Nico Rosberg vezetett. Az autót a Valencia melletti Circuit Ricardo Tormo pályán mutatták be az év első hivatalos tesztjén, február 1-jén. A csapat ezüstszínű festését hivatalosan 2010. január 25-én mutatták be a stuttgarti Mercedes-Benz Múzeumban egy Brawn BGP 001-es karosszériáján, miután a Mercedes megvásárolta a 2009-es bajnokságot megnyerő csapatot, ami a Mercedes gyári csapatként történő visszatérését jelentette az F1-be 1955 után.

## Az évad
A csapat eredményei az első szezonban meg sem közelítették a Brawn előző évi, illetve a Mercedes csapat 1954-es és 1955-ös eredményeit, a Mercedes a Renault-val küzdött a "legjobb középcsapat" címért a három vezető csapat, a Ferrari, a McLaren és a Red Bull mögött. Rosberg háromszor állhatott dobogóra, Sepangban, Sanghajban és Silverstone-ban. Schumacher legjobb helyezése három negyedik hely volt. Schumacher az 1991-es debütáló szezonja óta először nem szerzett futamgyőzelmet, dobogót, pole pozíciót vagy leggyorsabb kört, és F1-es pályafutása legrosszabb helyezését is Valenciában érte el, ahol a tizenötödik helyen végzett. Schumachert veszélyes vezetésért megbüntették, miután a Hungaroringen 290 km/órás sebességgel a boxfal felé szorította korábbi ferraris csapattársát, Rubens Barrichellót. Az évadzáró, Abu-Dzabiban rendezett versenyen Schumacher megpördült, miközben megpróbálta megelőzni Rosberget, és összeütközött Vitantonio Liuzzi Force Indiájával.
A csapat 214 ponttal a negyedik helyen végzett a konstruktőri bajnokságban.

## Eredmények
(félkövérrel jelölve a pole pozíció, dőlt betűvel a leggyorsabb kör)
| Év   | Entrant              | Motor               | Gumik | Pilóták            | 1   | 2   | 3   | 4   | 5   | 6   | 7   | 8   | 9   | 10  | 11  | 12  | 13  | 14  | 15  | 16  | 17  | 18  | 19  | Pontok | Helyezés |
| ---- | -------------------- | ------------------- | ----- | ------------------ | --- | --- | --- | --- | --- | --- | --- | --- | --- | --- | --- | --- | --- | --- | --- | --- | --- | --- | --- | ------ | -------- |
| 2010 | Mercedes GP Petronas | Mercedes FO 108X V8 | B     |                    | BHR | AUS | MAL | CHN | ESP | MON | TUR | CAN | EUR | GBR | GER | HUN | BEL | ITA | SIN | JPN | KOR | BRA | ABU | 214    | 4.       |
| 2010 | Mercedes GP Petronas | Mercedes FO 108X V8 | B     | Michael Schumacher | 6   | 10  | KI  | 10  | 4   | 12  | 4   | 11  | 15  | 9   | 9   | 11  | 7   | 9   | 13  | 6   | 4   | 7   | KI  | 214    | 4.       |
| 2010 | Mercedes GP Petronas | Mercedes FO 108X V8 | B     | Nico Rosberg       | 5   | 5   | 3   | 3   | 13  | 7   | 5   | 6   | 10  | 3   | 8   | KI  | 6   | 5   | 5   | 17† | KI  | 6   | 4   | 214    | 4.       |

† Nem fejezte be a versenyt, de rangsorolták, mert teljesítette a verseny 90 százalékát.